# Lloyd Butler
Pour les articles homonymes, voir Butler.
Lloyd Butler, né le 11 novembre 1924 à Sparks (Nevada) et mort le 19 mai 1991 à Mesa (Arizona), est un rameur d'aviron américain.

## Carrière
Lloyd Butler participe aux Jeux olympiques de 1948 à Londres et remporte la médaille d'or en huit, avec Ian Turner, David Turner, James Hardy, George Ahlgren, Ralph Purchase, David Brown, Justus Smith et John Stack.